# اچ‌ام‌اس ایمپلیسبل (۱۸۰۵)
اچ‌ام‌اس ایمپلیسبل (۱۸۰۵) (به انگلیسی: HMS Implacable (1805)) یک کشتی است که طول آن ۱۸۱ فوت ۰ ۷⁄۸ اینچ (۵۵٫۲ متر) می‌باشد. این کشتی در سال ۱۸۰۰ ساخته شد.